# Leucostoma meridionale
Leucostoma meridionale là một loài ruồi trong họ Tachinidae.